# Muna (Népal)
Pour les articles homonymes, voir Muna.
Muna (en népalais : मुना) est un comité de développement villageois du Népal situé dans le district de Myagdi. Au recensement de 2011, il comptait 2 345 habitants.